# Pręgierz we Wrocławiu
Pręgierz we Wrocławiu – kopia zabytkowego pręgierza pochodzącego z 1492 roku stojąca na Rynku we Wrocławiu, przed oknami Izby Sądowej ratusza.
Obecny pręgierz jest wierną rekonstrukcją oryginału wzniesionego w 1492 roku w pobliżu miejsca ustawienia poprzedniego, drewnianego pręgierza z początku XIV wieku. Pręgierz zbudowano w warsztacie kamieniarskim Gauskego i Preusse'a. Ten ostatni był architektem, kamieniarzem i murarzem z Saksonii, autorem m.in. elewacji i wystroju południowej nawy ratusza.
Ustawiony na trzystopniowym cokole pręgierz został wykonany z piaskowca w kształcie czworobocznego słupa podtrzymującego pięcioboczną ażurową latarnię, w górnej części stożkowo zwężającą się. Na szczycie zbiegających się ramion latarni umieszczona została siedemdziesięciocentymetrowa figurka kata z mieczem i pękiem rózg, zwanego Rolandem. Nad figurką znajdowała się metalowa chorągiewka wiatrowa z literą "W". Do słupa w dolnej części umocowano metalowe uchwyty, do których przywiązywano skazańców.
Ostatnia publiczna egzekucja pod pręgierzem odbyła się w połowie XVIII wieku, a kara chłosty pod koniec XIX stulecia, choć daty te nie są pewne. Według legendy wychłostano pod nim m.in. Wita Stwosza, któremu udowodniono sfałszowanie weksla. Metalowe uchwyty usunięto w 1848 roku, a w roku 1852 próbowano zburzyć cały pręgierz, czemu sprzeciwił się król Prus Fryderyk Wilhelm IV.
Na przestrzeni dziejów pręgierz ulegał uszkodzeniom. 10 lutego 1925 roku wiatr strącił figurę kata i częściowo uszkodził sam pręgierz. Po zniszczeniach konstrukcję odremontował na zlecenie miasta Karl Ulbrich, a wykonanie kopii figurki powierzono rzeźbiarzowi Reinhardowi Hilgerowi. W trzonie odnowionego pręgierza umieszczono miedziany pojemnik z dokumentacją remontu. Do kolejnych zniszczeń doszło w okresie walk o Wrocław podczas II wojny światowej. W lutym 1945 roku pręgierz został mocno zniszczony, a rozebrano go w kwietniu 1947 roku, zachowane fragmenty przenosząc do Muzeum Architektury. Rekonstrukcję planowano kilkukrotnie, ostatecznie dokonano jej w latach 80. XX wieku wg projektu Bogdana Jackiewicza opierającego się na szkicach, zdjęciach oraz na dokumentacji z 1925 roku. Oficjalne odsłonięcie zrekonstruowanego pręgierza nastąpiło 30 grudnia 1985 roku, figurkę kata ustawiono w 2002 roku. Postać kata wzorowana jest na rysunkach Dürera.